# هنگ ۶ تفنگداران دریایی
هنگ ۶ تفنگداران دریایی (انگلیسی: 6th Marine Regiment) یک هنگ پیاده‌نظام از سپاه تفنگداران دریایی ایالات متحده آمریکا است که در کمپ لژون سپاه تفنگداران دریایی، ایالت کارولینای شمالی مستقر است. این هنگ تحت فرماندهی لشکر ۲ تفنگداران دریایی از نیروی دوم تفنگداران دریایی اعزامی قرار دارد. سابقه جنگی آن به جنگ جهانی اول برمی‌گردد، زمانی که آنها بخشی از نیروی اعزامی آمریکا بودند. این هنگ در جبهه اقیانوس آرام در جنگ جهانی دوم، به ویژه در نبردهای گوادالکانال، تاراوا، سایپان، تینیان و اوکیناوا، جنگیدند. اخیراً، هنگ ۶ تفنگداران دریایی در طول جنگ خلیج فارس و در حمایت از عملیات آزادی عراق، شاهد نبرد بوده است.